# Lyle Taylor
Lyle James Alfred Taylor (* 29. März 1990 in London) ist ein englisch-montserratischer Fußballspieler. Er wird als Stürmer eingesetzt, ist 1,88 m groß und stand zuletzt beim englischen Erstligisten Nottingham Forest unter Vertrag. Zudem spielt er seit 2015 für die Fußballnationalmannschaft von Montserrat, für die er aufgrund der Herkunft seiner Großeltern spielberechtigt ist.

## Sportlicher Werdegang

### Erste Stationen
Lyle Taylor, der im Londoner Stadtteil  Greenwich geboren wurde, begann in der Jugend des FC Millwall. Da er ohne Pflichtspieleinsatz bei Millwall blieb und zudem keinen neuen Vertrag erhielt, verbrachte er eine Saison beim unterklassigen Amateurverein Concord Rangers. Im August 2010 unterschrieb er einen Zweijahresvertrag beim Drittligisten AFC Bournemouth und bestritt elf Ligaspiele in der Football League One 2010/11. Aufgrund mangelnder Einsatzzeiten bei Bournemouth wurde er an unterklassige Vereine ausgeliehen um Spielpraxis zu sammeln. Im Februar 2012 lieh ihn der Viertligist Hereford United aus und Taylor erzielte zwei Treffer in acht Ligaspielen der Football League Two 2011/12.
Im Sommer 2012 wurde sein Vertrag in Bournemouth nicht verlängert, daraufhin wechselte er im Juli 2012 zum schottischen Zweitligisten FC Falkirk. Für sein neues Team erzielte der 22-Jährige in der Scottish First Division 2012/13 mit 24 Toren seinen bisherigen Karrierebestwert. Durch die guten Leistungen wurden wieder englische Vereine auf ihn aufmerksam und Lyle Taylor unterschrieb am 17. Juli 2013 einen Zweijahresvertrag beim Drittligisten Sheffield United. Mit lediglich zwei Ligatoren konnte er sich in Sheffield nicht wie erhofft in Szene setzen und wurde daher bereits in der Rückrunde an den schottischen Erstligisten Partick Thistle ausgeliehen. Taylor steuerte sieben Treffer für den Aufsteiger zum Klassenerhalt in der Scottish Premiership 2013/14 bei.

### Scunthorpe United und AFC Wimbledon
Da seine Startelf-Aussichten bei Sheffield United weiterhin nicht gut waren, wechselte er am 30. Juni 2014 zu Scunthorpe United. Beim Drittliga-Aufsteiger konnte er die in ihn gesetzten Erwartungen nicht erfüllen und wurde Anfang Februar 2015 daraufhin erneut an den weiterhin in der ersten schottischen Liga spielenden Verein Partick Thistle verliehen.
Mitte Juli 2015 wurde ein erneuter Vereinswechsel des 25-jährigen Angreifers bekanntgegeben. Mit dem AFC Wimbledon trat er in der viertklassigen Football League Two 2015/16 an und konnte mit 20 Ligatreffern in die Erfolgsspur zurückfinden. Auch dank seiner Treffer zog der Verein aus seiner Heimatstadt London in die Play-offs ein. Nachdem sich Wimbledon im Halbfinale gegen Accrington Stanley durchgesetzt hatte, zog das Team in das Finale gegen Plymouth Argyle ein. Vor 57.956 Zuschauern im Wembley-Stadion erzielte Lyle Taylor die 1:0-Führung seiner Mannschaft, die sich letztendlich mit 2:0 durchsetzte und damit erstmals in der Vereinsgeschichte in die dritte Liga aufstieg. Als Belohnung für seine starken Leistungen erhielt Taylor zu Beginn der Folgesaison einen neuen Vertrag. Der 2002 neu gegründete Verein beendete seine Premieren-Saison in der dritten Liga im Tabellenmittelfeld der EFL League One 2016/17 und sicherte sich auch in der anschließenden Saison die Spielklasse. Lyle Taylor konnte mit 10 bzw. 14 Ligatreffern weiterhin gute Leistungen zeigen und sich als bester Torschütze seines Vereins auszeichnen.

### Charlton Athletic und Nottingham Forest
Am 27. Juli 2018 wechselte der 28-Jährige ablösefrei zum Stadtrivalen Charlton Athletic, wo er einen Zweijahresvertrag erhielt. Bei seinem neuen Verein etablierte er sich schnell als Toptorjäger und gehörte mit 21 Toren zu den besten Torschützen der EFL League One 2018/19. Als Tabellendritter zog Charlton in die Play-offs ein und setzte sich im Halbfinale gegen die Doncaster Rovers durch. Zum zweiten Mal in seiner Karriere stand Lyle Taylor in einem Aufstiegs-Finale in Wembley und abermals verließ er den Platz mit seiner Mannschaft als Sieger. Dank eines Treffers in der Nachspielzeit von Patrick Bauer wurde der AFC Sunderland mit 2:1 bezwungen und der Aufstieg in die zweite Liga gefeiert. Dem erstmals in der zweithöchsten englischen Spielklasse antretenden Taylor gelang mit 11 Treffern in 22 Spielen der EFL Championship 2019/20 eine sehr gute Saison. Verletzungsbedingt hatte er von Anfang September bis Ende November 2019 drei Monate lang nicht eingesetzt werden können, zudem sorgte die COVID-19-Pandemie im März 2020 für den Abbruch der Saison. Als die Spielzeit im Juni 2020 wieder aufgenommen wurde, gab der Verein bekannt, dass sich Lyle Taylor aus Sorge vor einer erneuten Verletzung nicht in der Lage sehe am Spielbetrieb teilzunehmen. Da sein Vertrag bei Charlton Athletic Ende Juni 2020 auslief und er aufgrund seiner starken Leistungen die Aufmerksamkeit größerer Vereine auf sich gezogen hatte, wollte er den absehbar lukrativsten Vertrag seiner Karriere nicht gefährden. Dies führte zu kontroversen Reaktionen. Charlton Athletic musste neben ihm auf weitere Spieler verzichten und stieg am Saisonende wieder aus der EFL Championship ab.
Am 15. August 2020 gab Nottingham Forest die Verpflichtung des 30-jährigen Stürmers bekannt und stattete ihn mit einem Dreijahresvertrag aus. Bei dem ambitionierten Verein konnte er mit vier Treffern in der EFL Championship 2020/21 nicht die erhoffte Ergänzung zum ebenfalls formschwachen Lewis Grabban im Angriff sein und der Verein fand sich infolgedessen lange im Abstiegskampf wieder. Da er auch in der Saison 2021/22 lediglich als Ersatz für Grabban zum Einsatz kam, wechselte Taylor am 27. Januar 2022 auf Leihbasis bis zum Saisonende zum Ligarivalen Birmingham City.